# تیتی طوقی
تیتی طوقی (نام علمی: Callicebus torquatus) نام یک گونه از سرده تیتی است.